# Pidonia confusa
Pidonia confusa là một loài bọ cánh cứng trong họ Cerambycidae.